# NGC 4605
NGC 4605 هي مجرة حلزونية غريبة تقع في كوكبة الدب الأكبر (كوكبة).

## وصلات خارجية
- NGC 4605 على موقع ويكي سكاي: DSS2, SDSS, GALEX, IRAS, Hydrogen α, X-Ray, Astrophoto, Sky Map, Articles and images